# Syrgis fasciatus
Syrgis fasciatus är en insektsart som beskrevs av William Lucas Distant 1910. Syrgis fasciatus ingår i släktet Syrgis och familjen sköldstritar. Inga underarter finns listade i Catalogue of Life.